# إحصاء الجسيمات
إحصاء الجسيمات هو إجراء عملية وصف خاصة للجسيمات وذلك في الميكانيكا الإحصائية. إن المبدأ الأساسي في إحصاء الجسيمات يعتمد على وجود مجموعة إحصائية تركز على خصائص نظام كبير ككل واحد وذلك على حساب معرفة تفاصيل العوامل المؤثرة على الجسيمات المنفصلة. عندما تتكون مجموعة إحصائية من جسيمات لها خصائص مماثلة فإن عددها في تلك المجموعة يدعى عدد الجسيمات.

## الإحصاء الكلاسيكي
في الميكانيك الكلاسيكي فإن كل الجسيمات سواءً كانت أولية أم مركبة، أو الذرات أو الجزيئات أو الإلكترونات فإنها تعد مميزة بحد ذاتها، أي أنه يمكن وسم إحداها وتتبعها ضمن نظام ما. بناءً على ذلك فإن تغيير موقع الجسيمات في نظام ما سيؤدي إلى حدوث تشكيل مختلف تماماً للنظام ككل. بالإضافة إلى ذلك فإنه لا يوجد تقييد على وضع جسيم واحد أو أكثر في أي وضع أو حالة افتراضية متاحة للنظام. يدعى الإحصاء الكلاسيكي للجسيمات باسم إحصاء ماكسويل-بولتزمان.

## إحصاء الكم

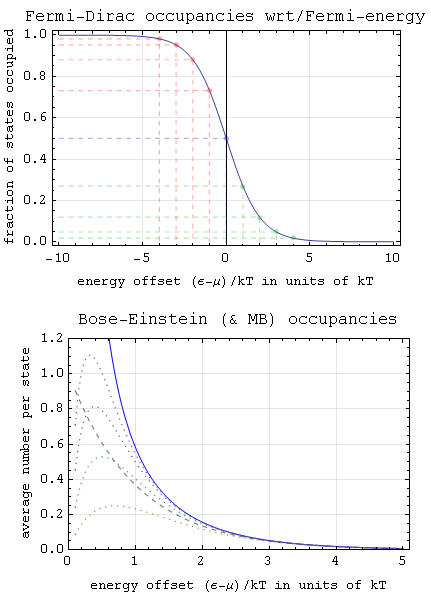
حسابات إحصاء الكم.

إن الميزة الأساسية لميكانيك الكم عن الميكانيك الكلاسيكي أن الجسيمات في إحصاء الكم هي جسيمات متماثلة لا تميز عن بعضها البعض. مما يعني أن تبديل أي جسيم في المجموعة الإحصائية المكونة من جسيمات متماثلة لا يؤدي إلى حدوث تشكيل جديد للنظام. يمكن التعبير عن ذلك بلغة ميكانيكا الكم أن الدالة الموجية للنظام غير متغيرة وذك في حال حدوث تغير في الجسيمات المكونة للنظام.
من الأمور المهمة التي ينبغي معرفتها في إحصاء الكم هو مقدار درجة الحرية للجسيمات. إن كل  الجسيمات لها ثلاث درجات حرية في الحركة الانزلاقية بالإضافة إلى درجة حرية متقطعة (منفصلة) وهي اللف المغزلي، بالإضافة إلى كون جميع الجسيمات مؤلفة من جسيمات دون ذرية. بناء على ذلك، فإنه كلما كانت الجسيمات أكثر تعقيداً كلما كان أثر إحصاء الكم أقل. لذلك فإن استخدام وسائل إحصاء الكم يعد مفيداً في حالات مادة مثل الهيليوم السائل أو غاز الأمونيا، ولكنه لا يفيد في حالة جسيمات معقدة مثل الجزيئات الضخمة.

## أنواع إحصاء الكم
هناك نوعين من إحصاء الكم وذلك اعتماداً على تناظر النظام وهما إحصاء بوز-أينشتاين وإحصاء فيرمي ديراك، وذلك أن مبرهنة إحصاء اللف المغزلي تربط نوعين من زمرة التبديلات مع نوعين من زمرة اللف المغزلي.

### إحصاء بوز-أينشتاين
في إحصاء بوز-أينشتاين يؤدي تغيير جسيمين في النظام إلى حدوث عدم تغيير في تناظر النظام. أي أن الدالة الموجية للنظام قبل التغيير مماثلة للدالة الموجية للنظام بعد حدوث التغيير.

### إحصاء فيرمي ديراك
في إحصاء فيرمي ديراك يؤدي تغيير جسيمين في النظام إلى حدوث تغيير في تناظر النظام. أي أن الدالة الموجية للنظام قبل التغيير هي معاكسة لقيمة الدالة الموجية بعد حدوث التغيير وذلك بإضافة إشارة سالب للدالة ككل.